# 布赖河畔萨尔热
布赖河畔萨尔热（法語：Sargé-sur-Braye，法語發音：[saʁʒe syʁ bʁɛ]）是法国卢瓦-谢尔省的一个市镇，属于旺多姆区。

## 地理
布赖河畔萨尔热（47°55'25"N, 0°51'11"E）面积42.61 平方千米，位于法国中央-卢瓦尔河谷大区卢瓦-谢尔省，该省份为法国中北部省份，北起厄尔-卢瓦省，东北接卢瓦雷省，东南接谢尔省，南至安德尔省，西南接安德尔-卢瓦尔省，西北接萨尔特省。
与布赖河畔萨尔热接壤的市镇（或旧市镇、城区）包括：巴尤、科尔默农、埃皮赛、布赖河畔萨维尼、勒唐普勒、马罗勒莱圣卡莱、拉艾。

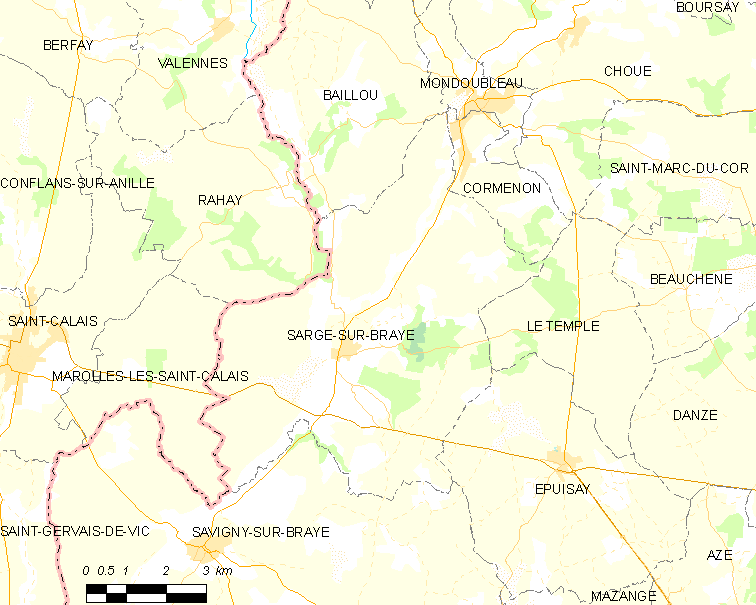
布赖河畔萨尔热的OSM定位图

布赖河畔萨尔热的时区为UTC+01:00、UTC+02:00（夏令时）。

## 行政
布赖河畔萨尔热的邮政编码为41170，INSEE市镇编码为41235。

## 政治
布赖河畔萨尔热所属的省级选区为佩尔什县。

## 人口

1962-2008年间布赖河畔萨尔热人口变化图示

布赖河畔萨尔热于2022年1月1日时的人口数量为956人。